# كيزيلورين
كيزيلورين (بالتركية: Kızılören) هي مدينة ريفية في محافظة أفيون قره حصار، تركيا، يبلغ عدد سكانها 1660 نسمة حسب تعداد عام 2010.